# Ареа Артиђанале Веделаго (Тревизо)
Ареа Артиђанале Веделаго је насеље у Италији у округу Тревизо, региону Венето.
Према процени из 2011. у насељу је живело 156 становника. Насеље се налази на надморској висини од 40 м.